# آلن جانسون (بازیکن فوتبال، زاده ۱۹۴۷)
آلن جانسون (انگلیسی: Alan Johnson؛ زادهٔ ۱۳ مارس ۱۹۴۷) بازیکن فوتبال اهل بریتانیا است.
از باشگاه‌هایی که در آن بازی کرده‌است می‌توان به باشگاه فوتبال استافورد رانجرز و باشگاه فوتبال پورت ویل اشاره کرد.